# Obsesionario en La Mayor
«Obsesionario en La Mayor» es una canción del grupo musical argentino Tan Biónica, siendo el tercer sencillo de su segundo álbum de estudio Obsesionario. Esta canción, junto a otras como «Ella», «Las cosas que pasan», «Ciudad mágica» y «La melodía de Dios», es una de las más reconocidas del grupo y contribuyó a expandir la fama del mismo internacionalmente.

## Historia y descripción
Tras su lanzamiento, la canción fue muy bien recibida tanto por la crítica como por los fanáticos del grupo musical. Se la considera una de las canciones emblema del grupo, donde el propio Chano la nombra como "El Himno Nacional de la Desolación" siendo una de las tres canciones más escuchadas y mejores valoradas.
Chano dijo lo siguiente sobre la canción vía Twitter:

Esa noche me había cortado el pelo, comprado una camisa porque tenía una cita y esa chica (que todos conocen) no me atendió nunca el teléfono. Se cortó la luz, lloré y compuse el tema".

## Video musical
El video musical de «Obsesionario en La Mayor» fue grabado en la ciudad de Buenos Aires. Se puede observar como de noche, un chico observa una vitrina de un local cerrado y busca comprar una perilla para su disfraz de astronauta. Luego, este chico baja hacia el Subte, donde se encuentra a una chica vestida de Caperucita Roja. Ambos suben y bajan del Subte luego de un corto trayecto, y se dan cuenta de que se dirijen a la misma fiesta de disfraces. Se sonríen mutuamente y tocan a la puerta, pero cuando la dueña del piso sale a ver quién es, no había nadie. Los cuatro integrantes de Tan Biónica son vistos en el videoclip, tanto en la ciudad como juntos en un cuarto tocando el tema. A  Chano se lo puede observar en distintos puntos de la ciudad, cantando y tocando el piano. Diega es visto como un pasajero en el Subte, mientras que tanto Bambi como Seby están en la calle observando fijamente al chico mientras este caminaba hacia la fiesta.